# Periclimenes aegylios
Espèce
Synonymes
- Periclimenes sagittifer aegylios Grippa & d'Udekem d'Acoz, 1996[1]

Periclimenes aegylios est une espèce de crevettes de la famille des Palaemonidae.

## Systématique
L'espèce Periclimenes aegylios a été initialement décrite par Gian Bruno Grippa (d) et Cédric d'Udekem d'Acoz (d) en 1996 comme étant une sous-espèce de Periclimenes sagittifer sous le protonyme de Periclimenes sagittifer aegylios.

## Répartition
Periclimenes aegylios se rencontre en mer Méditerranée (en particulier dans son bassin occidental) et en mer Adriatique.

## Description
D'une taille de 3 cm maximum, elle vit en commensalisme avec une anémone dont elle ne s'éloigne jamais, en général une anémone charnue.

## Espèces proches
Periclimenes aegylios peut aisément être confondue avec :
- Periclimenes amethysteus dont elle se distingue par le dessin sur son dos, formant un « V » assez long au lieu de raies parallèles pour l'améthyste ;
- Periclimenes sagittifer qui peut être considérée comme une espèce sœur[2] dans sa description et son habitat sauf qu'elle ne se trouve qu'en Atlantique. La couleur et la forme du « V » peuvent également différer.

## Publication originale
- (en) Gian Bruno Grippa et Cédric d'Udekem d'Acoz, « The genus Periclimenes O.G. Costa in the Mediterranean Sea and the Northeastern Atlantic Ocean: review of the species and description of Periclimenes sagittifer aegylios subsp. nov. (Crustacea, Decapoda, Caridea, Pontoniinae) », Atti della Società Italiana di Scienze Naturali e del Museo Civico di Storia Naturale di Milano, Milan, vol. 135,‎ 1996, p. 401-412 (ISSN 0037-8844, lire en ligne, consulté le 7 mai 2021).